# Bilens historia

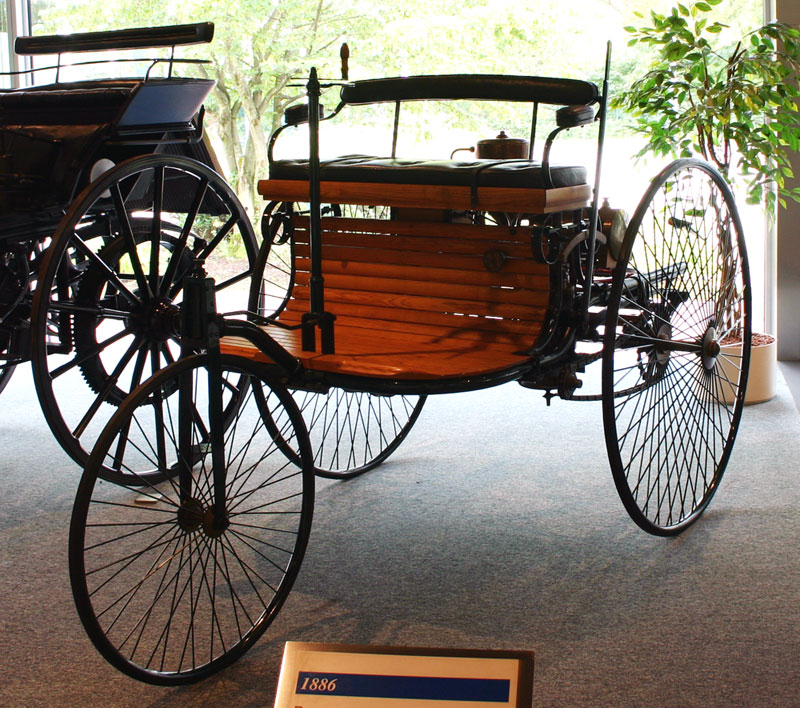
Modern kopia av Benz 1 (1886)

Bilar i betydelsen självgående landfordon har funnits sedan 1800-talet, men bilens genombrott som samhällsfenomen kom först under 1900-talet.

## Bilens ursprung
Bilens ursprung går att spåra i de självgående vagnar drivna med ångmotorer som på uppdrag av militärmyndigheterna konstruerades i Paris av fransmannen Joseph Cugnot. Han utvecklade en självgående artillerivagn kallad "Fardier à vapeur" år 1769. Denna vagn rymde fyra personer, gjorde 4 km/h och krävde stopp var femtonde minut för påfyllning av vatten. Nästa vagn som Cugnot byggde var en fullskalemodell som stod färdig i maj 1771, och finns delvis bevarad på Conservatoire national des arts et métiers i Paris.
Artillerivagnen visade sig dock otymplig och svår att styra, och togs snart ur bruk.

## Ångdrivna bilar
I Storbritannien började man tidigt experimentera med ångdrivna fordon. Enligt uppgift skall en linnehandlare vid namn Francis Moore 1769 ha uppfunnit en självgående vagn och tog ut tre patent på konstruktioner av en sådan. Om hans vagn verkligen blev byggd är dock högst osäkert. William Murdoch framställde 1785 en modell av en självgående ångmaskin. Han försökte få James Watt att intressera sig för hans konstruktion men intresset var svalt, och Murdoch övergick snart till andra konstruktioner. William Symington, som konstruerade den första praktiskt användbara ångbåten lät även 1796 framställa en modell på en ångvagn, men inte heller denna kom till konstruktion.
I stället blev det Richard Trevithick som blev den förste att framställa en ångvagn av praktisk betydelse. 1796 eller 1797 hade han en första modell av en ångvagn klar. Vid årsskiftet 1799-1800 konstruerades den första ångvagnen för persontrafik av engelsmannen Richard Trevithick, en ingenjör från Cornwall, som på julafton samma år provkörde den med sju personer ombord. Under 1800-talets första hälft konstruerades sedan ett antal liknande vagnar både i Frankrike och England, och redan omkring 1820 sattes sådana i regelbunden trafik mellan städer. Sedan ett antal olyckor inträffat infördes dock i Storbritannien 1844 en lag som stadgade att 100 meter före varje landvägsångvagn och senare även motordrivet fordon skulle gå en man med röd flagga, och maximihastigheten bestämdes till 6 kilometer i timmen. Denna lag upphävdes först 1896, och gjorde att Storbritannien kom att hamna långt efter övriga länder i biltrafikens utveckling. Järnvägen kom istället att dominera utvecklingen.
Konstruktionen av landsvägsgående ångfordon avstannade dock inte helt. Nya konstruktioner av ångbilar togs fram av Dietz 1835 och Lotz 1856. Under både Krimkriget och Fransk-tyska kriget brukades ångvagnar för tunga transporter. Amédée Bollée kan anses ha tillverkat den första någorlunda praktiska ångbilen 1872. Förbättringar konstruerades senare av Léon Serpollet och Jules-Albert de Dion, vilka efter bensinmotorernas genombrott även kom att konstruera förbränningsmotorer.

## Lenoir, Daimler och Benz
Den första vagnen med förbränningsmotor byggdes av fransk-belgaren Étienne Lenoir år 1862. Med sin vagn driven av lysgas lyckades han 1863 färdas en sträcka av 9 kilometer på 3 timmar, vid ett nytt försök samma år lyckades han med ett nytt fordon klara av att färdas en sträcka av 11 kilometer på 90 minuter. Den första med bensinmotor kom omkring år 1870 och var konstruerad av tysk-österrikaren Siegfried Marcus men så långt var det ganska experimentellt. Först med utvecklingen av Ottomotorn 1878 fick man en bensinmotor som kunde börja konkurrera med de ångdrivna vagnarna.
Den person som var först med att sälja självgående vagnar av en och samma typ var tysken Carl Benz (1844-1929) som år 1885 hade en liten firma i Mannheim där han byggde stationära tvåtaktsmotorer vilka drevs med gas. I slutet av 1885 hade Benz utvecklat en liten 0,85 hk stark fyrtaktsmotor, försedd med elektrisk tändning och ytförgasare som kombinerades med en trehjulig bil för två personer. Den första person att köra en längre biltur var Benz hustru Bertha Benz, år 1888.
Oberoende av Benz konstruerade hade den tyske ingenjören Gottlieb Daimler 1883 börjat experimentera med bensinmotorer, och byggde i samarbete med sin anställde Wilhelm Maybach 1885 ett tvåhjuligt fordon, världens första motorcykel. År 1886 byggde han ett fyrhjuligt fordon med en motor på 1,5 hästkrafter. Daimlers var baserad på en hästdroska där han monterat en motor mitt i vagnen och en styranordning vid framsätet som gick genom golvet ned till framaxeln och kunde på slät landsväg uppnå en hastighet av 18 kilometer i timmen.
I Tyskland var intresset för Daimlers uppfinning litet, men i Frankrike var dock intresset större, och han sålde sitt patent till en tillverkare av snickeriprodukter, Panhard et Levassor som 1889 började tillverka automobiler efter Daimlers konstruktion. Vid denna tid var det främst tävlingscyklister och cykeltillverkare som intresserade sig för de nya fordonen. 1891 köpte cykeltillverkaren Peugeot en motor av Daimlers fabrikat och monterade i ett eget fordon och genomförde med denna bil en uppmärksammad nonstopfärd Paris-Brest. Peugeot började 1896 tillverka egna motorer till sina bilar.
Även Benz lyckades hitta en fransk firma att tillverka och sälja hans motorer, Roger. Under 1890-talet låg alla de största biltillverkarna i Frankrike, de var Renault, Peugeot, Panhard & Levassor samt De Dion-Bouton. 
Under de första åren konkurrerade bilarna med förbränningsmotor ännu med bilarna med ångdrift, men i uthållighetstävlingarna under 1890-talet visade de sig underlägsna de bensindrivna bilarna. I hastighet dröjde det dock innan bensinbilarna kunde konkurrera och vissa tillverkare, såsom den amerikanska bilfirman White, fortsatte att tillverka bilar med ångdrift fram till 1911.
Av betydelse blev bröderna André och Èduard Michelin, som vid biltävlingen Paris-Bordeaux-Paris 1895 deltog med en bil med luftfyllda gummidäck. Dittills hade de flesta bilar antingen haft hårdgummiringar eller då detta ofta gjorde att tidens klotsbromsar riskerade att riva loss däcken från hjulen massiva järnhjul. De skakningar som bilarna därigenom utsattes för gjorde att bilarna måste tillverkas med mycket robusta motorer vilket gjorde fordonen mycket tunga och begränsade hästkrafterna. De luftfyllda däcken hade först mötts med skepsis men efter brödernas framgångar vid tävlingarna 1895 var redan 1896 hälften av bilarna i tävlingen Paris-Marseille-Paris försedda med luftfyllda däck.
Vid mitten av 1890-talet utvecklades flercylindriga motorer med automatisk smörjning, ytförgasaren ersattes av strålförgasare, kylningen förbättrades och motorn flyttades oftast till främre ändan av fordonet. Från omkring 1906 hade bilarna hittat sin egen formgivning oberoende av de hästdrivna vagnar som konstruktionerna oftast utgått ifrån.

## Henry Ford

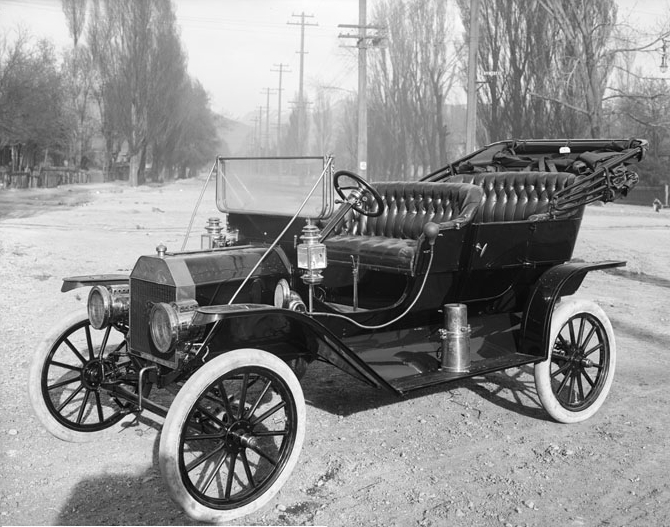
T-Ford.

År 1908 började Henry Ford att producera T-Forden, som från och med 1910-talet producerades enligt löpandebandprincipen. Under 19 år kom den att tillverkas i drygt 15 miljoner exemplar.

## Andra betydelsefulla bilmodeller
Andra betydelsefulla bilmodeller är Volkswagen Typ 1, som producerades från 1938 till 2003 – de första decennierna i Tyskland och de sista åren i Mexiko, och Austin Mini, som är en banbrytande bil med modernt kompakt byggsätt – ett hjul i varje hörn, tvärställd motor och framhjulsdrift.

## Tävlingar
Den första tävlingen på landsväg mellan mekaniskt drivna fordon, ägde rum i USA i juli 1878. Sträckan var på 323 kilometer mellan Green Bay och Madison i Wisconsin.
Den första biltävlingen med bensindrivna fordon arrangerades år 1894 av ett tidningsföretag i Paris, och var ett tillförlitlighetslopp mellan Paris och Rouen.

## Bilens historia i Sverige
| Cederholmaren från 1894 (vänster) och Jönssonbilen från 1898 (höger), två av de äldsta svensktillverkade ännu existerande bilarna. |  | Cederholmaren från 1894 (vänster) och Jönssonbilen från 1898 (höger), två av de äldsta svensktillverkade ännu existerande bilarna. |
| Cederholmaren från 1894 (vänster) och Jönssonbilen från 1898 (höger), två av de äldsta svensktillverkade ännu existerande bilarna. |  | |

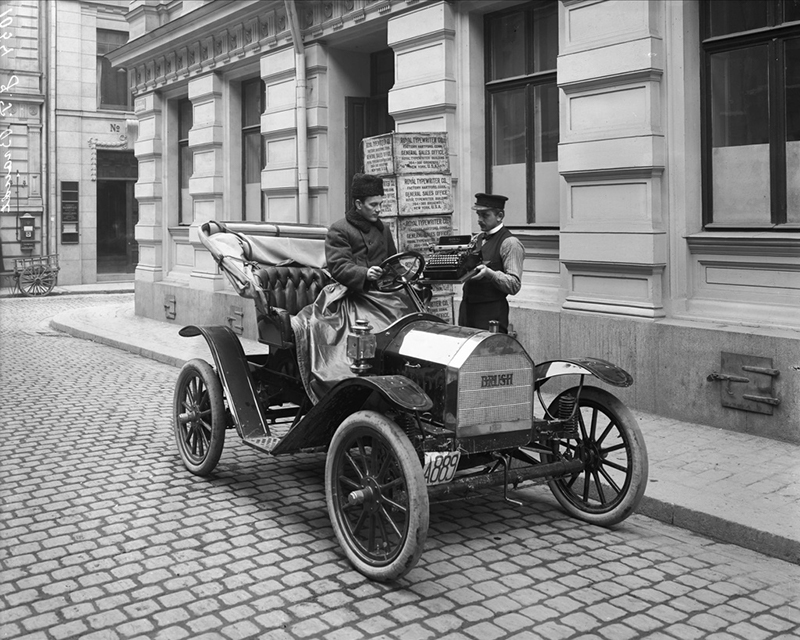
En av Stockholms första automobiler, en Brush Runabout, med förare på Apelbergsgatan, 1907–1910. Nordiska museet NMA.0042174

I samband med den stora Industriutställningen i Göteborg i augusti 1891, kom den första bensindrivna bilen till Sverige. Det var i göteborgsfirman Boye & Thoresen som låtit importera en Panhard med Daimlers motor från Frankrike, vilken ställdes ut på mässan. Göteborgs Handels- och Sjöfartstidning skrev i en utställningsartikel 12 augusti 1891: "Firman (Boye & Thoresen) utställer även ett par mindre petroleum-maskiner samt håller vidare, utanför utställningsområdet, i gång ett par mindre båtar, drifna med petroleummotorer, samt ett fyrhjuligt fordon, det första i sitt slag, där en dylik motor ersätter dragare".
Ungefär vid samma tid experimenterade bröderna Cederholm med sina ångbilar. Ingenjören Sjunne Amilon, som 1891 varit inblandad i att ta hit den första bilen till Göteborgsutställningen 1891 och en inbiten bilentusiast lyckades 1895 övertyga Mekaniska verkstaden Vulcan om att automobiler var framtiden och att han borde beställa en bil till Sverige för att utröna möjlighet att ta upp egen tillverkning. Bilen, en Panhard användes i Norrköpings omgivningar, men man hade mycket svårt att få den driftsäker, och planerna på en svensk bilproduktion lades ned. Han hade dock gjort en del ritningar på en svensk bil innan planerna skrotades.
En bil av Léon Bollées tillverkning importerades 1897 till Sverige och visades bland annat upp på Allmänna konst- och industriutställningen och vid samma tid importerades ytterligare en bil, troligen även den av franskt fabrikat.
Senhösten 1902 byggdes den första svenska lastbilen av Maskinfabriksaktiebolaget Scania i Malmö.
År 1903 byggde Tidaholms Bruk sin första lastbil och man fortsatte tillverka bilar och lastbilar till 1934.
Volvo är idag Sveriges största bilmärke. Det bildades 1926 av Gustav Larson och Assar Gabrielsson som ett dotterbolag till SKF, men redan 1924 hade de börjat planera att bygga en bil. Först 1926 lyckades de övertyga ledningen i SKF om att tillverkningen av bilar skulle bli en lönsam verksamhet. I april 1927 kom den första serietillverkade bilen från fabriken.
På 1940-talet började flygplanstillverkaren Saab att tillverka bilar.